# اتحاد الشجاعية
اتحاد الشجاعية واسمهُ الكامل اتحاد الشجاعية للألعاب الرياضيّة هو نادي كروي فلسطيني تأسَّسَ عام 1976 في حي الشجاعية شرق مدينة غزة،  ويُنافس حاليًا على بطولة الدوري الفلسطيني الممتاز لقطاع غزّة بالإضافةِ إلى بطولات أخرى من بينها كأس السوبر وكأس غزة أو كأس فلسطين كما يُسمَّى حاليًا. يُشرف على قيادة الفريق المدرب الفلسطيني نعيم السويركي فيما يرأسهُ صلاح حرز الله.

## التاريخ
ظهر النادي عام 1976 وذلك برغبةٍ من أبناء حيّ الشجاعية بعدما حالت الإضرابات دون وصول الرياضيين من هذا الحي إلى الأندية الغزية الأخرى. خلال مسيرته الكروية؛ فازَ النادي ببطولة دوري وحيدة كانت في عام 2015 كما نجحَ في التتويجِ بكأس غزّة – كأس فلسطين حاليًا – مرتين؛ أولى في عام 1999 وثانية في عام 2015 وحقّق ثلاث كؤوس سوبر فلسطيني في عام 2000 وفي 2015 وآخرها كان في 2019.

## الإنجازات والألقاب
| البطولة                            | عدد مرّات الفوز | سنوات الفوز      |
| ---------------------------------- | -------------- | ---------------- |
| الدوري الفلسطيني الممتاز لقطاع غزة | 1              | 2015             |
| كأس غزة                            | 2              | 1999، 2015       |
| كأس السوبر الفلسطيني               | 3              | 2000، 2015، 2019 |

## الطاقم

### الهيئة الإدارية
- صلاح حرز الله (رئيس النادي)
- حسن الجعبري (نائب الرئيس)

### قائمة اللاعبين
هذه قائمة لاعبي نادي اتحاد خانيونس مرتبةً من الحراسة إلى الدفاع ثمّ خطّ الوسط وأخيرًا الهجوم:
- إياد دويمة (حارس)
- رضوان اليازجي (حارس)
- هيثم حجاج (دفاع)
- خليل جندية (دفاع)
- محمد الريفي (دفاع)
- ماجد حجاج (دفاع)
- نادي قدوم (دفاع)
- صائب جندية (دفاع)
- أحمد أبو العطا (وسط)
- أحمد الصواف (وسط)
- أدهم أبو ناهية (وسط)
- فؤاد أبو العطا (وسط)
- فرج جندية (وسط)
- حسين اسليم (وسط)
- إبراهيم وادي (وسط)
- محمد الحطاب (وسط)
- ماجد حرارة (وسط)
- محمد السويركي (وسط)
- سعيد اليازجي (وسط)
- شادي حلس (وسط)
- محمد سكر (هجوم)
- ياسر الغول (هجوم)